# Автошлях О 020503
Автошля́х О 020503 — автомобільний шлях довжиною 9.9 км, обласна дорога місцевого значення в Вінницькій області. Пролягає по Вінницькому району від міста Іллінці до села Красненьке.